# John Guillermin
John Guillermin (11. listopadu 1925, Londýn, Spojené království – 27. září 2015, Topanga, USA) byl britský režisér francouzského původu, věnoval se tvorbě katastrofických a válečných filmů.
Vystudoval univerzitu v Cambridge. Za druhé světové války sloužil jako pilot RAF.

## Most u Remagenu

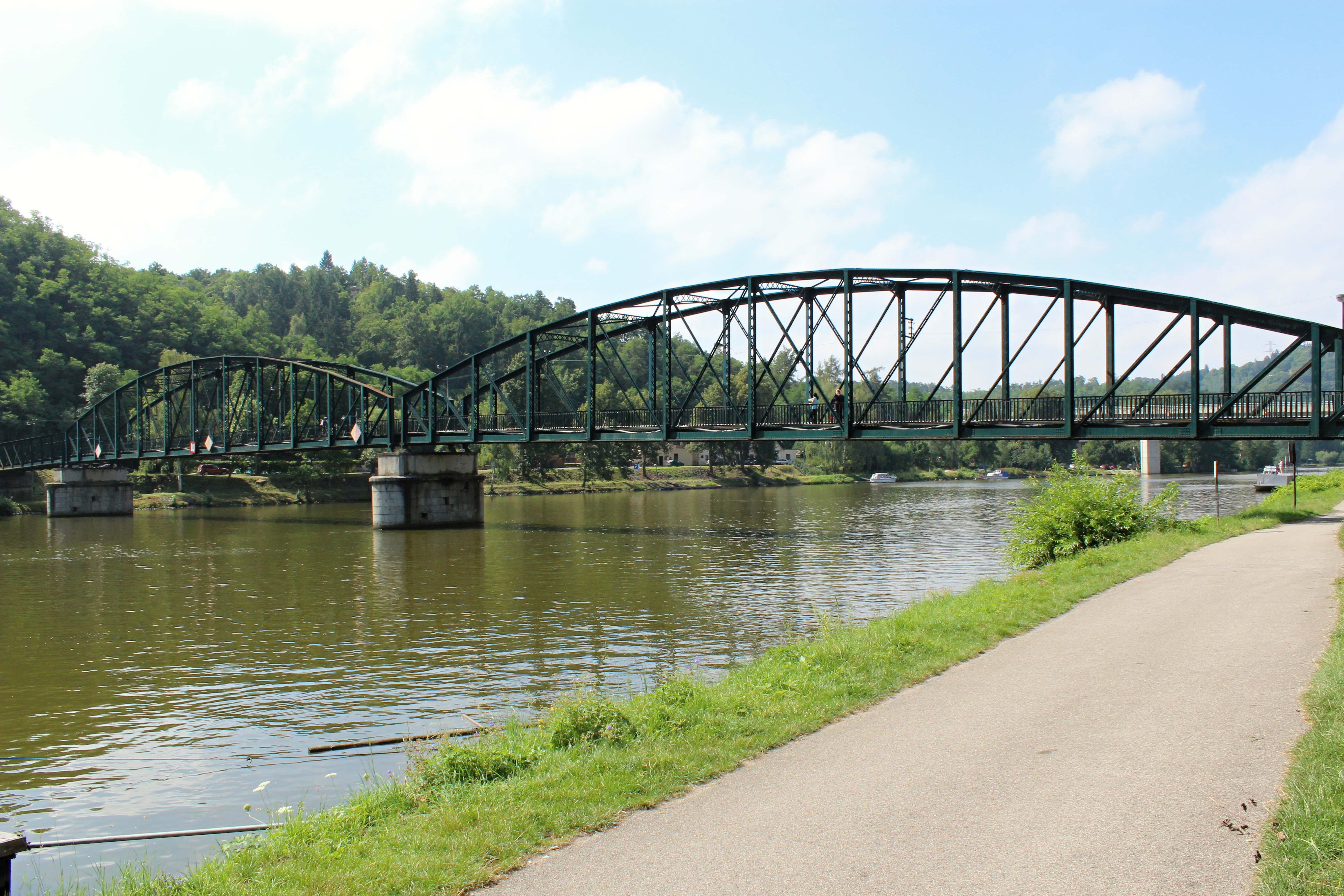
Starý davelský most

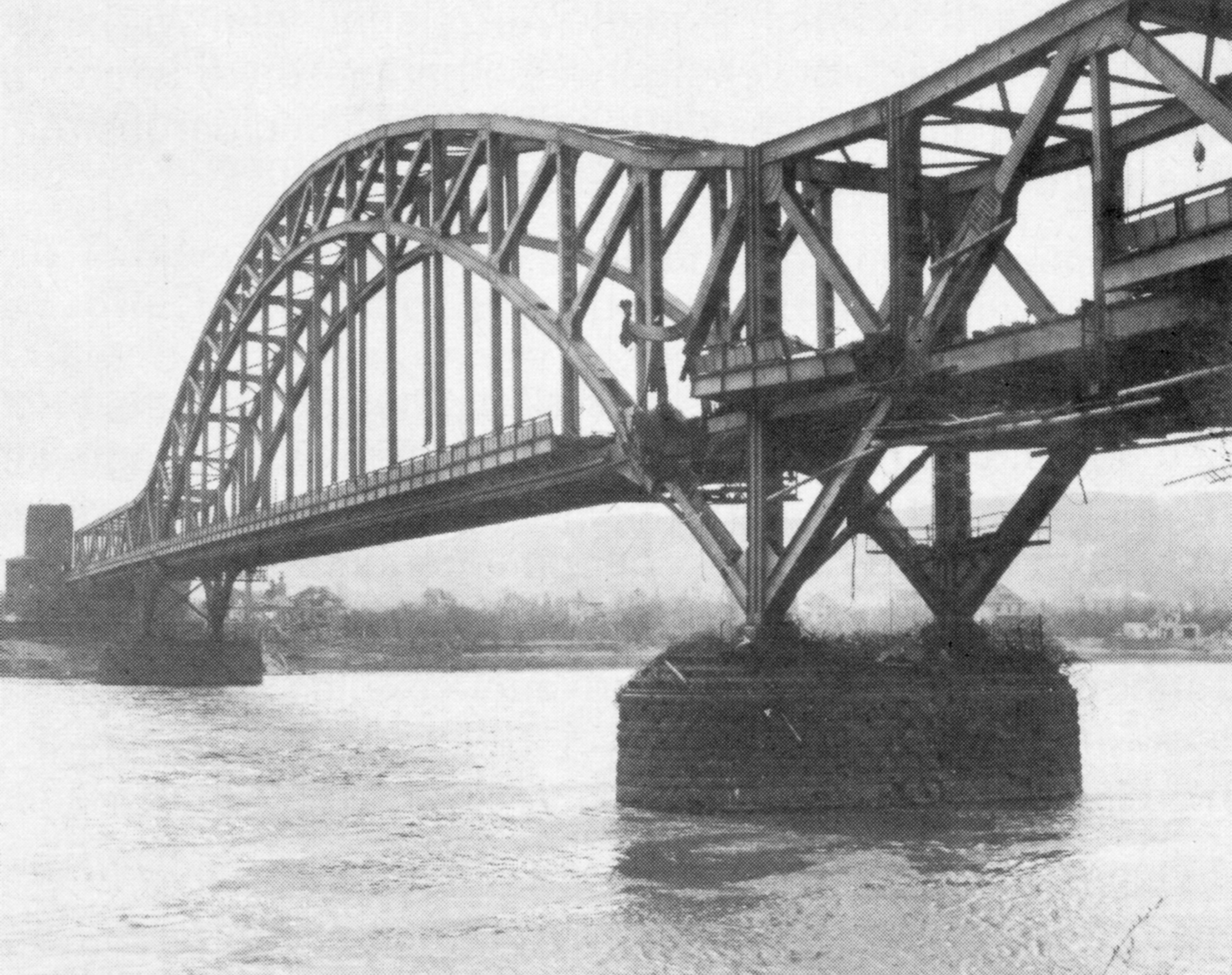
Most u Remagenu v posledních dnech své existence – březen 1945

Jedním z nejslavnějších Guillerminových filmů se stal snímek Most u Remagenu. Děj filmu se odehrává u německého města Remagen ležícího na březích Rýna, přičemž Ludendorffův most, který ho překlenoval, se zřítil 17. března 1945. Velká část filmu se tak natáčela u starého mostu přes Vltavu v Davli. Psal se přitom rok 1968, což mělo na natáčení velké důsledky:
když dne 21. srpna 1968 čekali herci i komparzisté v amerických a německých uniformách na natáčení, objevily se na scéně ruské tanky. Nastalo složité vysvětlování, že jde o film. Sověti pak kvůli přítomnosti Američanů přesto tvrdili, že se Československo zaprodalo Západu a štábu povolili dotočit jen klíčové scény. Ostatní se musely dokončit v Itálii a Německu.

## Filmografie
- High Jinks in Society (1949)
- Torment (1950)
- The Smart Aleck (1951)
- Two on the Tiles (1951)
- Four Days (1951)
- Operation Diplomat (1953)
- The Adventures of Aggie (1956–57)
- Town on Trial (1957)
- I Was Monty's Double (1958)
- Tarzan's Greatest Adventure (1959)
- The Day They Robbed the Bank of England (1960)
- Never Let Go (1960)
- Tarzan Goes to India (1962)
- Waltz of the Toreadors (1962)
- Guns at Batasi (1964)
- Rapture (1965)
- The Blue Max (1966)
- House of Cards (1968)
- Most u Remagenu (1969)
- El Condor (1970)
- Skyjacked (1972)
- Shaft in Africa (1973)
- Skleněné peklo (1974) – oceněn třemi Oscary
- King Kong (1976)
- Smrt na Nilu (1978)
- Mr. Patman (1980)
- Sheena (1984)
- King Kong žije (1986)